# Gábor P. Szabó
Gábor Péter Szabó (ur. 14 października 1902, zm. 26 lutego 1950) – węgierski piłkarz występujący na pozycji skrzydłowego. Grał w drużynie Újpest FC. reprezentant Węgier i uczestnik mistrzostw świata 1934. Zmarł w wieku 48 lat.